# Elecciones estatales de Renania-Palatinado de 1996

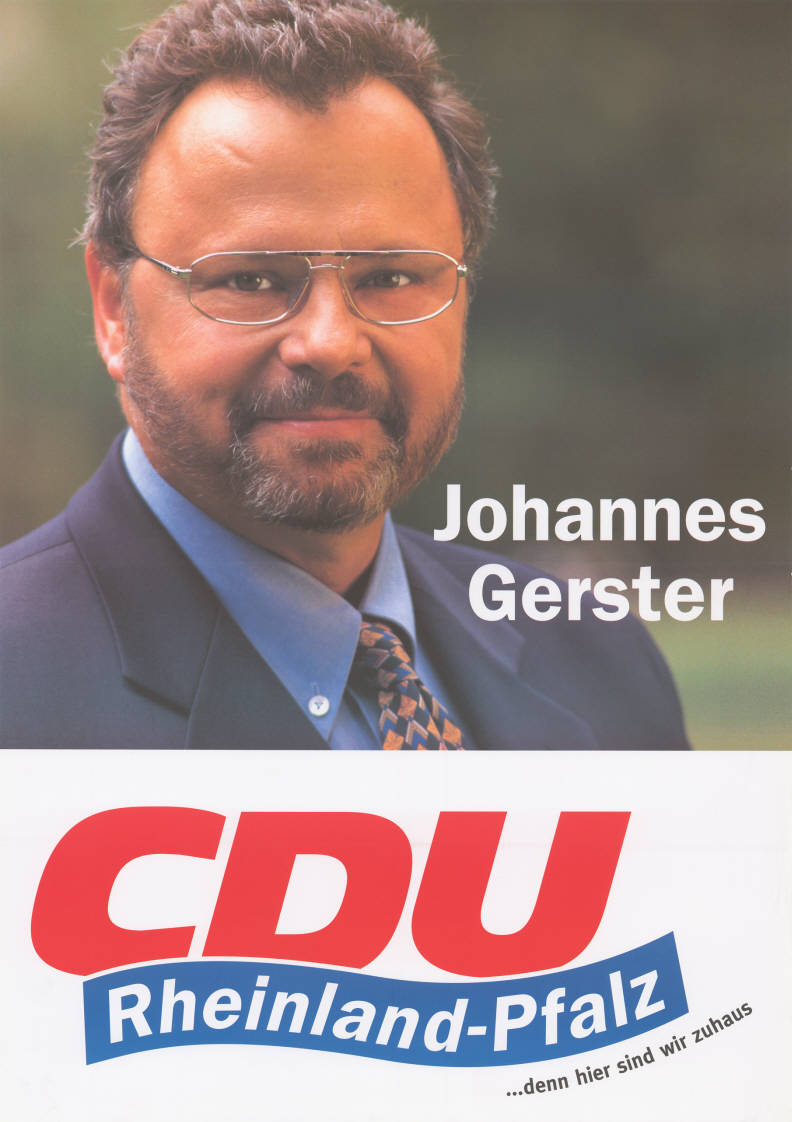
Cartel electoral de la CDU con su candidato principal Johannes Gerster

La elección del estado de Renania-Palatinado de 1996 (Alemania) se celebró el 24 de marzo, al mismo tiempo que las elecciones estatales en Baden-Württemberg. A pesar de perder votos, el SPD liderado por el primer ministro Kurt Beck pudo continuar con la coalición social liberal.
Si bien tras las elecciones se podía formar una coalición CDU/FDP, este último partido prefirió continuar con el SPD.

## Antecedentes
Desde 1991, gobernaba en Renania-Palatinado una coalición social-liberal del SPD y el FDP. Entre 1991 y 1994 con Rudolf Scharping y desde 1994 con Kurt Beck (SPD) como primer ministro.

## Candidatos[1]
- SPD: Kurt Beck
- CDU: Johannes Gerster
- FDP: Rainer Brüderle
- Verdes: Friedel Grützmacher

## Resultados
Los resultados fueron:
| Partido | Partido        | Votos directos | %     | Mandatos directos | Votos de lista | %     | Escaños | Escaños 1991 |
|         | SPD            | 846507         | 41,35 | 24                | 821539         | 39,81 | 43      | 47           |
|         | CDU            | 860847         | 42,05 | 27                | 798166         | 38,68 | 41      | 40           |
|         | FDP            | 137730         | 6,73  |                   | 184426         | 8,94  | 10      | 7            |
|         | GRÜNE          | 134173         | 6,55  |                   | 142665         | 6,91  | 7       | 7            |
|         | REP            | 42103          | 2,06  |                   | 71499          | 3,46  |         |              |
|         | Graue          | 1959           | 0,10  |                   | 14338          | 0,69  |         |              |
|         | ÖDP            | 13641          | 0,67  |                   | 10879          | 0,53  |         |              |
|         | NPD            | 1099           | 0,05  |                   | 7633           | 0,37  |         |              |
|         | Naturgesetz    | 3010           | 0,15  |                   | 6201           | 0,30  |         |              |
|         | PBC            | 1355           | 0,07  |                   | 3402           | 0,16  |         |              |
|         | Statt          | 1154           | 0,06  |                   | 2608           | 0,13  |         |              |
|         | BüSo           |                |       |                   | 370            | 0,02  |         |              |
|         | FAL            | 594            | 0,03  |                   |                |       |         |              |
|         | GPD            | 525            | 0,03  |                   |                |       |         |              |
|         | CM             | 241            | 0,01  |                   |                |       |         |              |
|         | Independientes | 2965           | 0,14  |                   |                |       |         |              |
| Total   | Total          | 2047309        |       | 51                | 2063726        |       | 101     | 101          |